# Jamie O’Neill (Schriftsteller)
Jamie O’Neill (geboren 1962 in Dún Laoghaire) ist ein irischer Schriftsteller und Journalist.

## Biografie
Jamie O’Neill wurde 1962 in Dún Laoghaire nahe Dublin geboren. Er besuchte ein College der Presentation Brothers, einer Jesuiten-nahen katholischen Kongregation, im County Dublin. Nach einer sehr schwierigen Beziehung mit seinem Vater (und in einem Haushalt ohne Bücher) verließ er mit 17 Jahren seine Familie. Von 1982 bis 1988 lebte O’Neill mit dem 28 Jahre älteren britischen BBC-Moderator Russell Harty zusammen; nach dessen AIDS-bedingtem Tod geriet er in eine schwere Krise. Nach einer Zeit alleine in London, arbeitete er von 1990 bis 2000 als Nachtportier in einem psychiatrischen Krankenhaus in Surrey. In London begegnete er 1990 auch seinem neuen Lebenspartner, dem damaligen Balletttänzer Julien Joly.
Sein literarisches Debüt hatte O’Neill 1989 und 1990 mit zwei Romanen, die relativ kurz sind und hauptsächlich um einen einzelnen Charakter in einem kleinen Umfeld kreisen. Sein dritter Roman und hoch beachtetes bisheriges Hauptwerk, At Swim, Two Boys von 2001, beschreibt eine Liebesgeschichte zwischen zwei sehr gegensätzlichen jungen Männern und spielt in Dublin im Rahmen der historischen Ereignisse des Osteraufstands 1916; der Titel ist eine Anspielung auf den Roman At Swim-Two-Birds von Flann O’Brien. Geschrieben als „stream of consciousness“, hat At Swim, Two Boys Rezensenten wiederholt an James Joyce denken lassen. Die offizielle Vorstellung von At Swim, Two Boys im Somerset House in London fiel auf den 11. September 2001 und wurde von den Ereignissen des Tages überrollt.
Neben seinen Romanen hat O’Neill auch Kurzgeschichten verfasst und ist journalistisch tätig; außerdem schrieb er den Kurzfilm Forgiveness und war auch Co-Regisseur bei dessen Realisierung. Nach zwei Jahrzehnten im Ausland lebt O’Neill jetzt in einer Gaeltacht-Region im County Galway im Westen Irlands.

## Auszeichnungen
- 2002: Lambda Literary Award für Gay Men’s Fiction, für At Swim, Two Boys
- 2002: Ferro-Grumley Award für Fiction, für At Swim, Two Boys[5]

## Werke
- Disturbance (Roman), 1989
- Kilbrack (Roman), 1990
- At Swim, Two Boys (Roman), Scribner (Simon & Schuster) 2001, ISBN 0-7432-0713-0
  - dt.: Im Meer, zwei Jungen. Roman, aus dem Englischen von Hans-Christian Oeser. Luchterhand, München 2003, ISBN 3-630-87139-9
- The Crow who Answered the Phone (Kurzgeschichte)
- Moody and Gay (Kurzgeschichte)
- Nights od Rhodes (Kurzgeschichte)